# Vlčany
Vlčany est un village de Slovaquie situé dans la région de Nitra.

## Histoire
Première mention écrite du village en 1113.

## Démographie

### Évolution de la population
| Année:               | 1994. | 2004.   | 2014.   | 2024.   |
| -------------------- | ----- | ------- | ------- | ------- |
| Nombre de personnes: | 3384  | 3443    | 3286    | 3131    |
| Différence:          |       | +1,74 % | -4,55 % | -4,71 % |

| Année:               | 2023. | 2024.   |
| -------------------- | ----- | ------- |
| Nombre de personnes: | 3139  | 3131    |
| Différence:          |       | -0,25 % |